# Saame
Saame (em árabe: صحم; romaniz.: Ṣaḥam) é uma cidade da província de Batina Setentrional e capital do vilaiete de Saame, no Omã. De acordo com o censo de 2010, tinha 12 364 habitantes. Compreende uma área de 10,6 quilômetros quadrados.